# Кружно
Кружно (слч. Kružno) насељено је мјесто са административним статусом сеоске општине (слч. obec) у округу Римавска Собота, у Банскобистричком крају, Словачка Република.

## Становништво
| Година:    | 1994. | 2004.   | 2014.   | 2024.   |
| ---------- | ----- | ------- | ------- | ------- |
| Број људи: | 323   | 352     | 366     | 360     |
| Разлика:   |       | +8,97 % | +3,97 % | -1,63 % |

| Година:    | 2023. | 2024.   |
| ---------- | ----- | ------- |
| Број људи: | 359   | 360     |
| Разлика:   |       | +0,27 % |

Према подацима о броју становника из 2011. године насеље је имало 336 становника.